# Glypta obscura
Glypta obscura là một loài tò vò trong họ Ichneumonidae.